# Kommunale Wohnungsverwaltung
Kommunale Wohnungsverwaltungen (KWV) hießen in der DDR meist in Rechtsform eines Volkseigenen Betriebs (VEB) gebildete Unternehmen, welche in der Bewirtschaftung und Verwaltung städtischer Immobilien tätig waren.

## Hintergrund
Viele Kommunale Wohnungsverwaltungen besaßen große Immobilienbestände, welche ab den 1950er Jahren als Altneubauten oder als Neubauten in Plattenbauweise errichtet wurden. Daneben waren in den Beständen auch Altbauten aus der Zeit vor 1945 zu finden, die vor dem Zweiten Weltkrieg aus öffentlichen Mitteln erbaut wurden. Auch Bauten, die durch die Enteignung der früheren Eigentümer zu Volkseigentum geworden waren, wurden von den Kommunalen Wohnungsverwaltungen verwaltet.
In der DDR verfügten die Kommunalen Wohnungsverwaltungen über den größten Bestand an Mietwohnungen, gefolgt von den Arbeiterwohnungsgenossenschaften (AWG).

## Entwicklung nach 1990
Nach der Wiedervereinigung wurden die Kommunalen Wohnungsverwaltungen meist in privatrechtliche Rechtsformen überführt. Ein großer Teil der Altbauten aus ehemaligen KWV-Beständen ging durch Restitution verloren. Die Nachfolgeunternehmen befinden sich in der Regel immer noch im Eigentum der Kommunen (z. B. Wohnungsbaugesellschaft Berlin-Mitte, Leipziger Wohnungs- und Baugesellschaft), wurden aber teilweise auch an externe Investoren veräußert (z. B. Woba Dresden).
Einige kommunale Immobilienunternehmen treten weiterhin unter dem Namen Kommunale Wohnungsverwaltung auf, sowohl in den neuen als inzwischen auch in den alten Bundesländern. Die Stadt Leer in Niedersachsen gründete etwa 2015 einen Eigenbetrieb "Kommunale Wohnungsverwaltung Leer (KWL)".

## Weiterhin bestehende KWV
- Eigenbetrieb "Kommunale Wohnungsverwaltung" in Karstädt (Brandenburg).
- KWV Burgstädt in Burgstädt (Sachsen).
- KWV Breitenbrunn in Breitenbrunn im Erzgebirge (Sachsen).
- Kommunale Wohnungsbau- und Verwaltungsgesellschaft mbH Olbersdorf in Olbersdorf (Sachsen).